# Enkehusparken
Enkehusparken är en park  Vasastan i centrala Stockholm som grundlades på 1870-talet. Fastigheten Heimdall 22 med Enkehuset och parken bedöms ha mycket höga kulturhistoriska värden enligt Stadsmuseets kulturhistoriska klassificeringskarta. Parken är en av de få parkerna i Stockholm som ligger inne i ett kvarter, nämligen i kvarteret Heimdall. Den omges av Norrtullsgatan, Vanadisvägen, Upplandsgatan och Frejgatan. Mot Frejgatan och Upplandsgatan omges parken av tidiga 1900-talshus blandat med enstaka funkishus från tiden kring Andra världskriget. Mot Vanadisvägen finns ett stort modernt bostadskomplex i tegel. Huvuddelen av sidan mot Norrtullsgatan tas upp av det gamla Enkehuset som gett parken sitt namn och som nu rymmer konstnärsateljéer. Ingångar till parken finns från Norrtullsgatan på båda sidorna av Enkehuset och från Vanadisvägen. I kvarterets enda gårdshus finns en skola.

## Historik
Borgerskapets enkehus var en välgörenhetsanstalt som bedrev vård och omsorg för borgerskapets ålderstigna fattiga änkor och döttrar. Enkehuset vid Norrtullsgatan uppfördes 1877 och samplanerades med en park som anlades på den inre delen av tomten. Sannolikt fanns redan från början en mindre köksträdgård som bidrog till vårdinstitutionens mathållning. Enkehusparkens ursprungliga funktion var i huvudsak som ett rogivande inslag för inackorderade änkor och personalen samt en plats för social samvaro. Den utformades enligt den tyska stilens blandade stilideal som hämtade inspiration från den engelska stilens romantiska park med slingrande promenadstigar och fritt placerade träd, kombinerat med formträdgårdens mer symmetriska struktur med likformade gräsfält. Tidiga bilder visar exempelvis lind, alm, lönn, hästkastanj och syren.

Under 1960-talets andra hälft framstod Enkehusparken som igenvuxen och övergiven. 1967 gavs parken en målande beskrivning i Svenska Dagbladet: 
”Det ligger ett förtrollat grönaktigt skimmer över denna park av lindar, almar och kastanjer. Suset i de höga träden är nästan det enda ljud man hör, bruset från gatan tränger knappast in här, blott en och annan kråka ropar hest. Parken är på väg att förvildas, att växa igen. Det är något av Tjechovs herrgårdsliv över denna stillsamma idyll med doft av förfall”.
I samband med att verksamheten 1966 flyttade till Södermalm fanns det planer på att bygga terrasshus i parken. En stark opinion från de kringboende bidrog dock till att parken fick vara kvar. Beslutet att bevara Enkehuset och tillhörande park togs i början av 1980-talet. Parken har renoverats i omgångar med restaurering av ursprungliga gångvägar och omfattande nyplantering under 1988 respektive under tidiga 2000-talet. 2018 genomgick parken i sin helhet en omfattande renovering, däribland med nya terrassmurar, konstgräs, utbyggd lekplats samt reducering av trädbeståndet.

## Nuläge
Entréer från Norrtullsgatan till Enkehusparken finns på var sida om Enkehuset. Parken är rektangulär, svagt kuperad med öppen rumslighet. Efter den senaste upprustningen har parken en huvudsakligen sentida karaktär med temalekplats och svängda terrassmurar i granit som tar upp parkens höjdskillnader mot Enkehuset. Gångvägarna är breda, mjukt svängda och grusade med nya partier belagda med gatsten mot entréer och i friser. I parkens ytterkanter finns ett tiotal äldre och starkt karaktärsskapande parkträd, bland annat parklind, alm, hästkastanj, tysklönn, gullregn, silverlönn och skogslönn.
De delar som ännu bevarar Enkehusparkens äldre karaktär och kulturhistoriska värde är främst de storvuxna parkträden, den övergripande strukturen och avgränsningarna samt den fysiska och visuella kopplingen till Enkehuset. Även grusade gångar, organiskt formade gräsfält, förgården med järnstaket och entréer från Norrtullsgatan i äldre läge anknyter till den ursprungliga karaktären.
Fastigheten Heimdall 22 är markerad med blått på Stadsmuseets kulturhistoriska klassificeringskarta. Det innebär att fastigheten med byggnad och park har synnerligen stora kulturhistoriska värden motsvarande fordringarna för byggnadsminnen i kulturmiljölagen. I gällande detaljplan från 1987 tillfogades skyddsföreskrifter för kulturhistoriska värden. Föreskrifterna lyder att "Den till Änkehuset hörande tomten och intilliggande park bör bibehålla karaktären av engelsk park. På omgivande järnstaket och järngrindar får inte vidtas åtgärder som medför ändring."

## Bilder

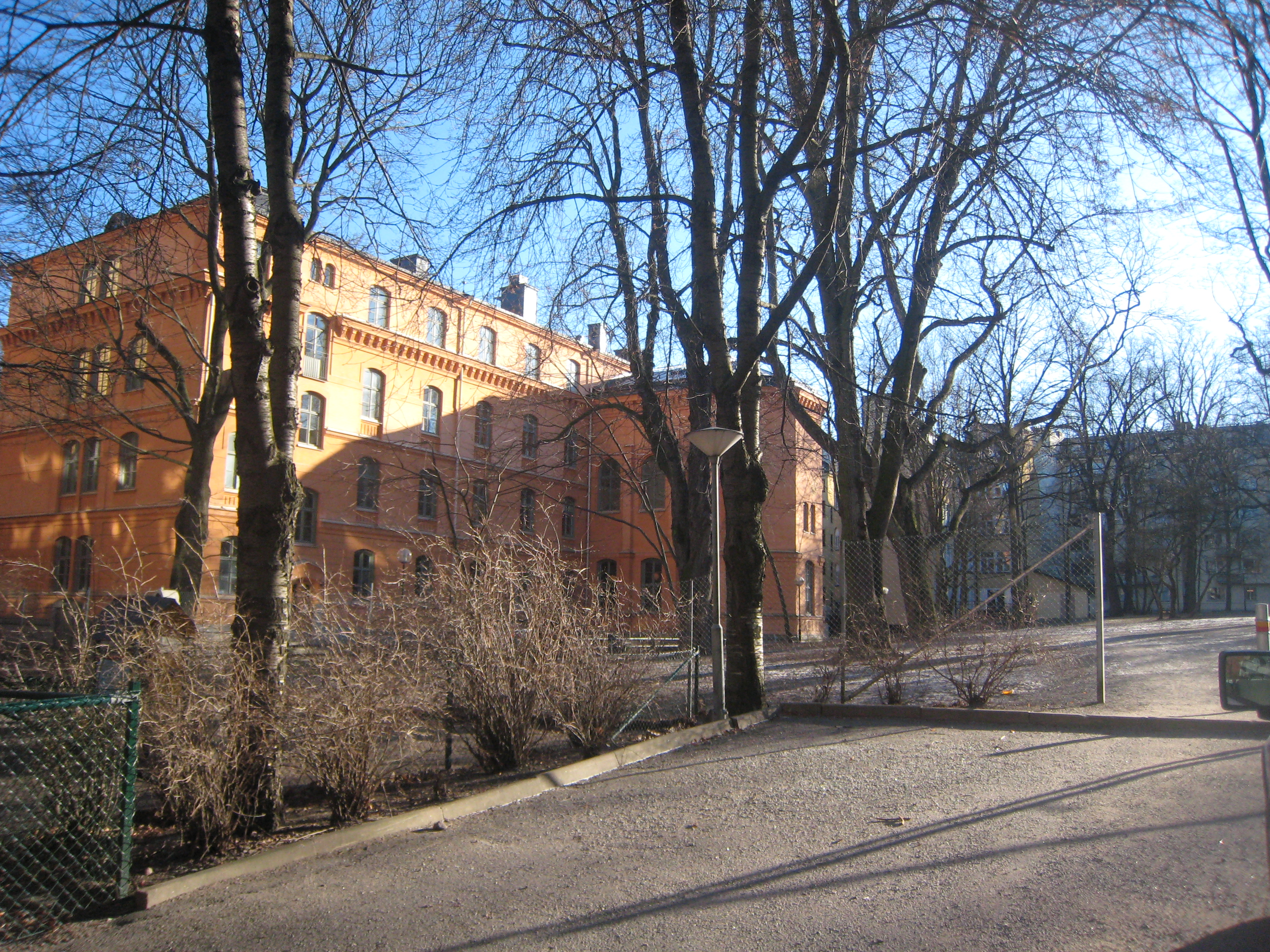
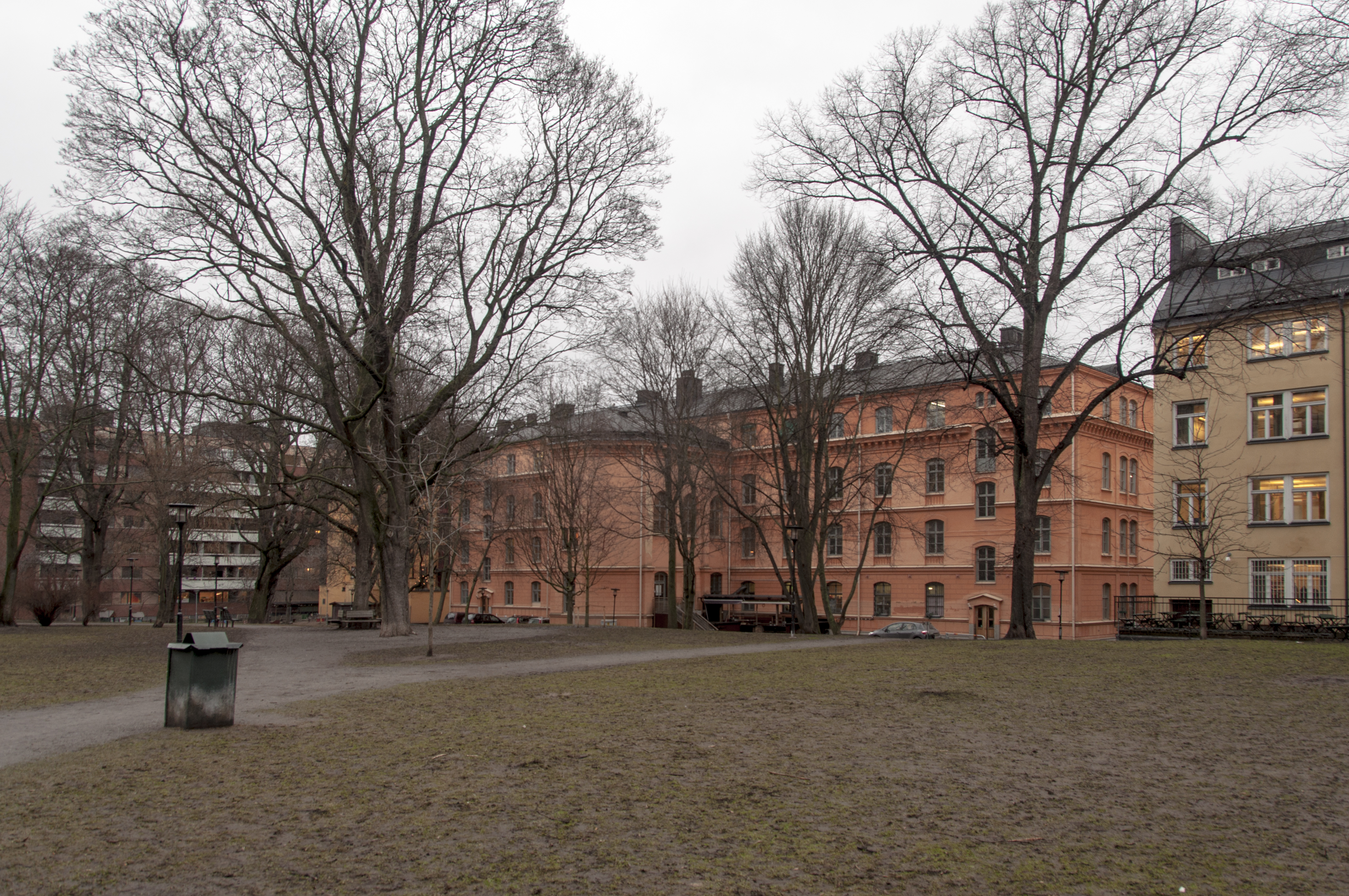
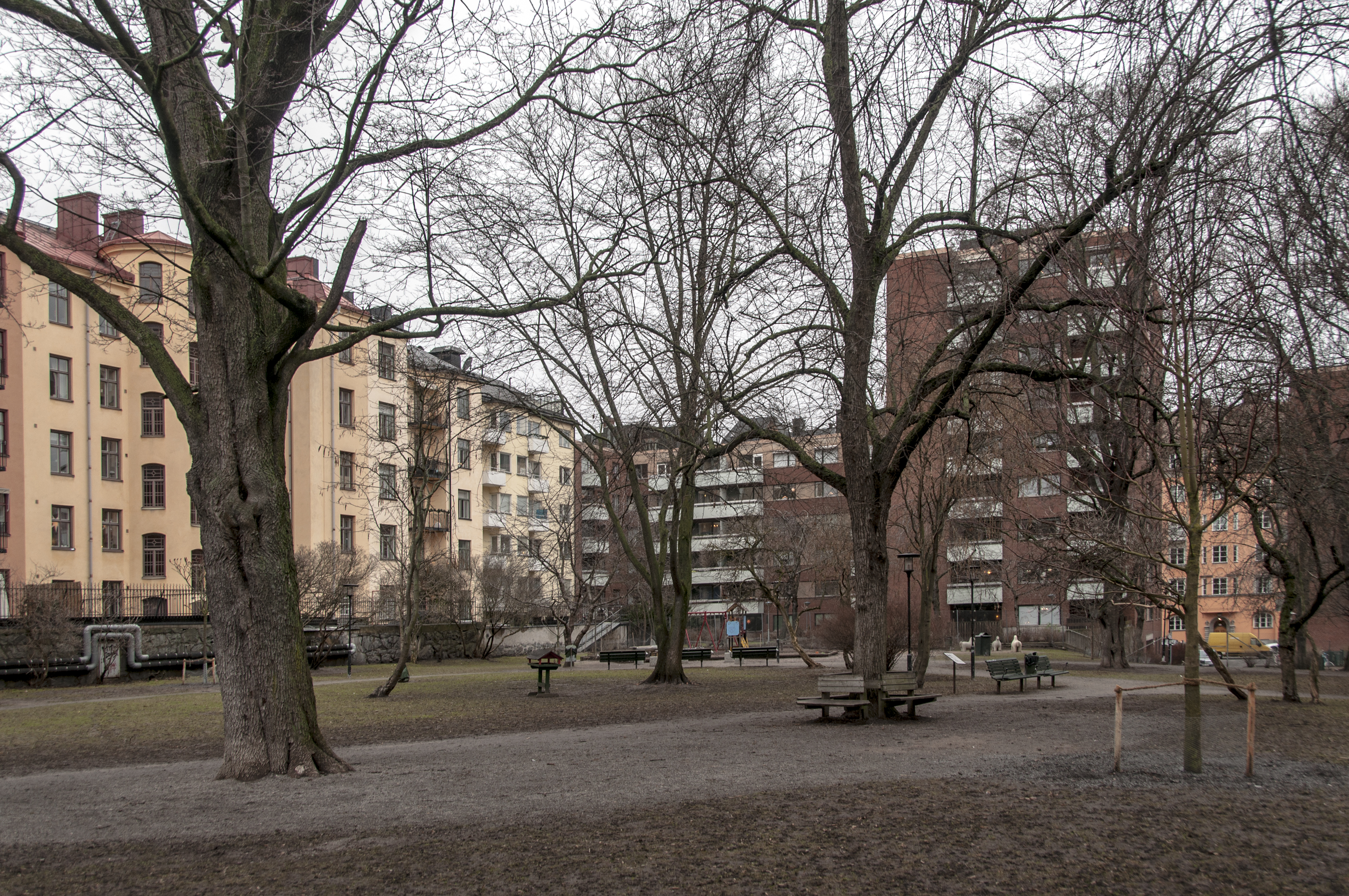
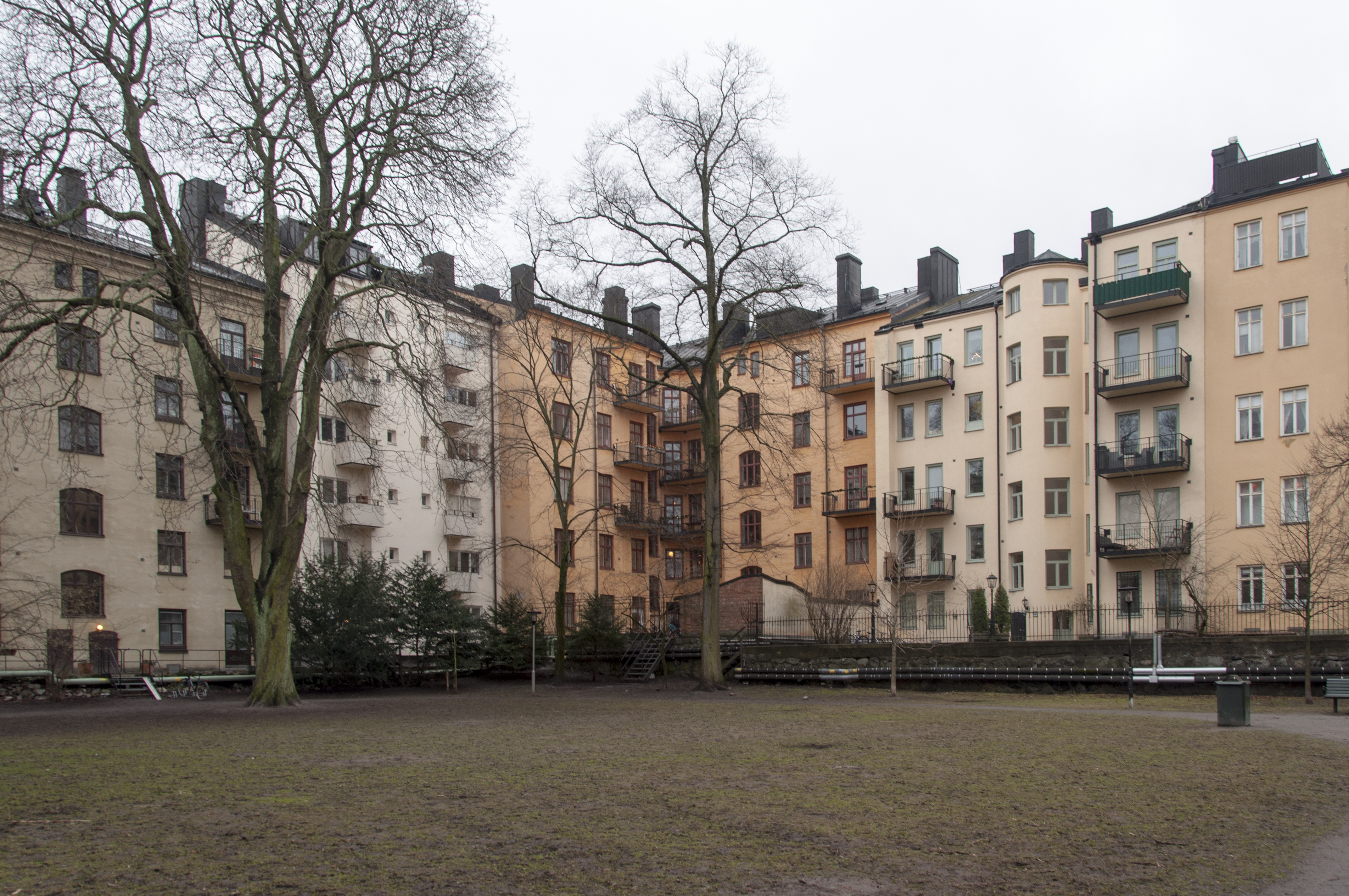